# Driss Bamous
Driss Bamous (né le 15 décembre 1942, et mort le 16 avril 2015) est un joueur de football marocain.
Il était le capitaine de la sélection marocaine lors de la coupe du monde de 1970 et président de la Fédération royale marocaine de football de 1986 à 1992. Il évolua au sein des FAR de Rabat de 1963 à 1973.

## Sélections en équipe nationale
1. 21/09/1963 Syrie - Maroc Naples 0 - 1 JM 1963
2. 25/09/1963 Tunisie - Maroc Naples 0 - 1 JM 1963
3. 01/12/1963 Maroc – URSS Casablanca 1 - 1  Amical
4. 25/04/1964 Maroc - Uruguay Casablanca 0 - 1 Amical
5. 01/11/1965 Algérie - Maroc Alger 0 - 0 Amical
6. 24/11/1966 Algérie - Maroc Alger 2 - 2 Amical / 1 but
7. 22/02/1967 RFA - Maroc Karlsruhe 5 - 1 Amical
8. 12/09/1967 Algérie - Maroc Tunis 3 - 1 JM 1967
9. 17/03/1968 Maroc - Algérie Casablanca 0 - 0 Amical
10. 03/11/1968 Maroc – Sénégal Casablanca 1 - 0 Elim. CM 1970
11. 05/01/1969 Sénégal - Maroc Dakar 2 - 1 Elim. CM 1970
12. 09/02/1969 Maroc - Hongrie Casablanca 1 - 4 Amical
13. 13/02/1969 Maroc - Sénégal Las Palmas 2 - 0 Elim. CM 1970 / 1 but
14. 09/03/1969 Algérie - Maroc Alger 2 - 0 Elim. CAN 1970
15. 23/03/1969 Maroc - Algérie Agadir 1 - 0 Elim. CAN 1970
16. 27/04/1969 Tunisie - Maroc Tunis 0 - 0 Elim. CM 1970
17. 17/05/1969 Maroc - Tunisie Casablanca 0 - 0 Elim. CM 1970
18. 13/06/1969 Maroc - Tunisie Marseille 2 - 2 Elim. CM 1970
19. 10/10/1969 Soudan - Maroc Khartoum 0 - 0 Elim. CM 1970
20. 26/10/1969 Maroc – Soudan Casablanca 3 - 0 Elim. CM 1970
21. 30/10/1969 Algérie - Maroc Alger 1 - 0 Amical
22. 28/12/1969 Maroc - Bulgarie Casablanca 3 - 0 Amical
23. 03/06/1970 RFA - Maroc Leon 2 - 1 CM 1970
24. 06/06/1970 Pérou - Maroc Leon 3 - 0 CM 1970
25. 11/06/1970 Bulgarie - Maroc Leon 1 - 1 CM 1970
26. 10/12/1970 Algérie - Maroc Alger 3 - 1 Elim. CAN 1972
27. 27/12/1970 Maroc - Algérie Casablanca 3 - 0 Elim. CAN 1972 / 1 but
28. 14/03/1971 Maroc - Égypte Casablanca 3 - 0 Elim. CAN 1972 / 1 but
29. 16/04/1971 Égypte - Maroc Le Caire 3 - 2 Elim. CAN 1972 / 1 but
30. 12/09/1971 Casablanca : Maroc vs Mexique 2 - 1 Amical

## Les matchs olympiques
1. 29/09/1963 : Espagne "B" vs Maroc à Salerno 2 - 1 Classement Jeux Méd
2. 28/03/1964 Dakar Maroc v Nigeria 2 - 1 Elim. JO 1964………1 but
3. 24/05/1964 Casablanca Maroc v Ethiopie 1 - 0 Elim. JO 1964
4. 11/10/1964 : Tokyo Hongrie v Maroc 6 - 0 J.O 1964
5. 13/10/1964 : Tokyo : Yougoslavie - Maroc 3 - 1 J.O1964
6. 07/09/1967 Tunis Italie Amateur v Maroc 0 - 1 J.M 1967
7. 10/09/1967 Tunis : France Amateur vs Maroc 2 - 0 J.M 1967
8. 05/11/1967 Casablanca Maroc v Tunisie 1 - 1 Elim. JO 1968
9. 26/11/1967  Tunis Tunisie v Maroc 0 - 0 Elim. JO 1968
10. 09/06/1968 Casablanca Maroc v Ghana 1 - 1 Elim. JO 1968
11. 30/06/1968 Kumasi Ghana v Maroc 1 - 2 Elim. JO 1968
12. 28/03/1971 Casablanca : Maroc vs Niger 5 - 2 Elim. JO 1972……………2 buts
13. 30/06/1971 : Téhéran : Autriche Olympique vs Maroc 1 - 0 Tournoi de Perse
14. 14/05/1972 : Casablanca : Maroc vs Tunisie 0 - 0 Elim. JO 1972

## Clubs successifs
- FAR Rabat

## Palmarès
- 7 fois champion du Maroc
- 2 fois vainqueur de la Coupe du Trône
- 2 fois finaliste de la Coupe Mohamed V